# پلینویو (نیویورک)
پلینویو (به انگلیسی: Plainview) یک منطقهٔ مسکونی در ایالات متحده آمریکا است که در شهرستان ناساو، نیویورک واقع شده‌است. پلینویو ۲۶٬۲۱۷ نفر جمعیت دارد و ۴۶ متر بالاتر از سطح دریا واقع شده‌است.